# Guerra della striscia di Agacher
La guerra della striscia di Agacher (in francese Guerre de la Bande d'Agacher), anche detta guerra di Natale (in francese Guerre de Noël), fu un breve conflitto di frontiera che interessò il Mali e il Burkina Faso tra il 25 e il 30 dicembre 1985.
La causa scatenante fu la disputa circa il possesso di una striscia di territorio conteso lungo il confine tra i due Stati, ritenuta ricca di risorse naturali, che si trasformò in una guerra aperta con scontri tra le opposte forze armate e bombardamenti contro i centri abitati; dopo cinque giorni di combattimenti, con la mediazione di altre nazioni africane si pervenne alla stipula di un cessate il fuoco, e la contesa fu poi risolta grazie all'intervento della Corte internazionale di giustizia.

## Antefatti
Il conflitto si originò da una disputa circa la delimitazione della frontiera tra Mali e Burkina Faso. Entrambi i Paesi erano stati colonie della Francia all'interno della più ampia Africa Occidentale Francese, ottenendo poi l'indipendenza nel medesimo periodo: il Mali il 20 giugno 1960 in federazione con il Senegal, poi sciolta due mesi dopo, e il Burkina Faso il 5 agosto come "Repubblica dell'Alto Volta", nome poi cambiato il 4 agosto 1984; entrambe le nazioni si erano rivelate fin dagli inizi politicamente molto instabili: in Mali il governo di Modibo Keïta era stato rovesciato con un golpe militare da Moussa Traoré, che avrebbe poi governato il Paese come dittatore dal 1968 al 1991, mentre l'Alto Volta dall'indipendenza aveva visto susseguirsi numerosi colpi di Stato e conseguenti cambi di regime.

La Provincia di Oudalan in Burkina Faso; la contesa "striscia di Agacher" corre lungo il confine tra la provincia e il Mali a nord.

Al contrario degli altri confini dell'Africa Occidentale Francese, quello tra Alto Volta e Mali non era stato definito con precisione dalle autorità francesi e la frontiera tra le due nazioni fu inizialmente tracciata sulla base di vecchie mappe dell'epoca coloniale; si svilupparono fin dall'inizio dispute tra i due governi circa il possesso di diverse aree di frontiera, e una commissione congiunta istituita nel 1968 per la delimitazione della linea di confine non giunse a niente a causa dei continui contrasti tra i due governi. Sia il Mali che l'Alto Volta/Burkina Faso si impegnarono in manovre militari e atti di intimidazione lungo la frontiera contestata; l'area più contesa era quella della cosiddetta "striscia di Agacher" (o "di Agescher"), una striscia di terra lunga 275 chilometri (secondo altre fonti, 160 chilometri) e larga 30 chilometri nell'estremo nord-est del Burkina Faso, che correva dal villaggio maliano di Yoro fino al punto dove il confine Mali-Burkina Faso si intersecava con quello del Niger; l'area, dove il confine non era mai stato delimitato con precisione a causa dei continui smembramenti di territorio eseguiti in epoca coloniale dalle amministrazioni francesi, era ritenuta ricca di preziose materie prime come gas naturale, titanio, uranio e manganese.
La disputa di Agacher tornava utile al presidente maliano Moussa Traoré, al potere dal novembre del 1968 dopo un colpo di Stato e alla guida di un governo militare, come elemento di distrazione per l'opinione pubblica locale dalla pessima situazione economica nazionale e dal progressivo inasprimento del suo regime contro oppositori politici e dissidenti. Un primo conflitto si sviluppò sul finire del 1974: il 25 novembre e poi ancora tra il 14 e il 18 dicembre si verificarono schermaglie armate lungo la frontiera tra Mali e Burkina Faso, con scambi di colpi di artiglieria e di armi leggere; entrambe le parti subirono diverse perdite (tra cui un caccia Mikoyan-Gurevich MiG-17 maliano precipitato per cause sconosciute durante gli scontri), ma grazie alla mediazione delle nazioni confinanti fu raggiunto un cessate il fuoco che impedì una degenerazione del conflitto.
Nuove schermaglie su piccola scala si verificarono nel 1975, ma grazie alla mediazione dell'Organizzazione dell'unità africana nell'agosto del 1983 fu possibile istituire una commissione di delimitazione dei confini che portò alla demarcazione definitiva di quasi 1 000 chilometri di frontiera tra le due nazioni; per accordo tra le due nazioni la questione di Agacher fu demandata al giudizio della Corte internazionale di giustizia de L'Aia con sentenza attesa per il giugno del 1986, e la situazione politica sembrò ulteriormente migliorare quando nell'ottobre seguente il Burkina Faso ritirò il suo precedente veto alla riammissione del Mali all'unione monetaria del Franco CFA.

## La guerra

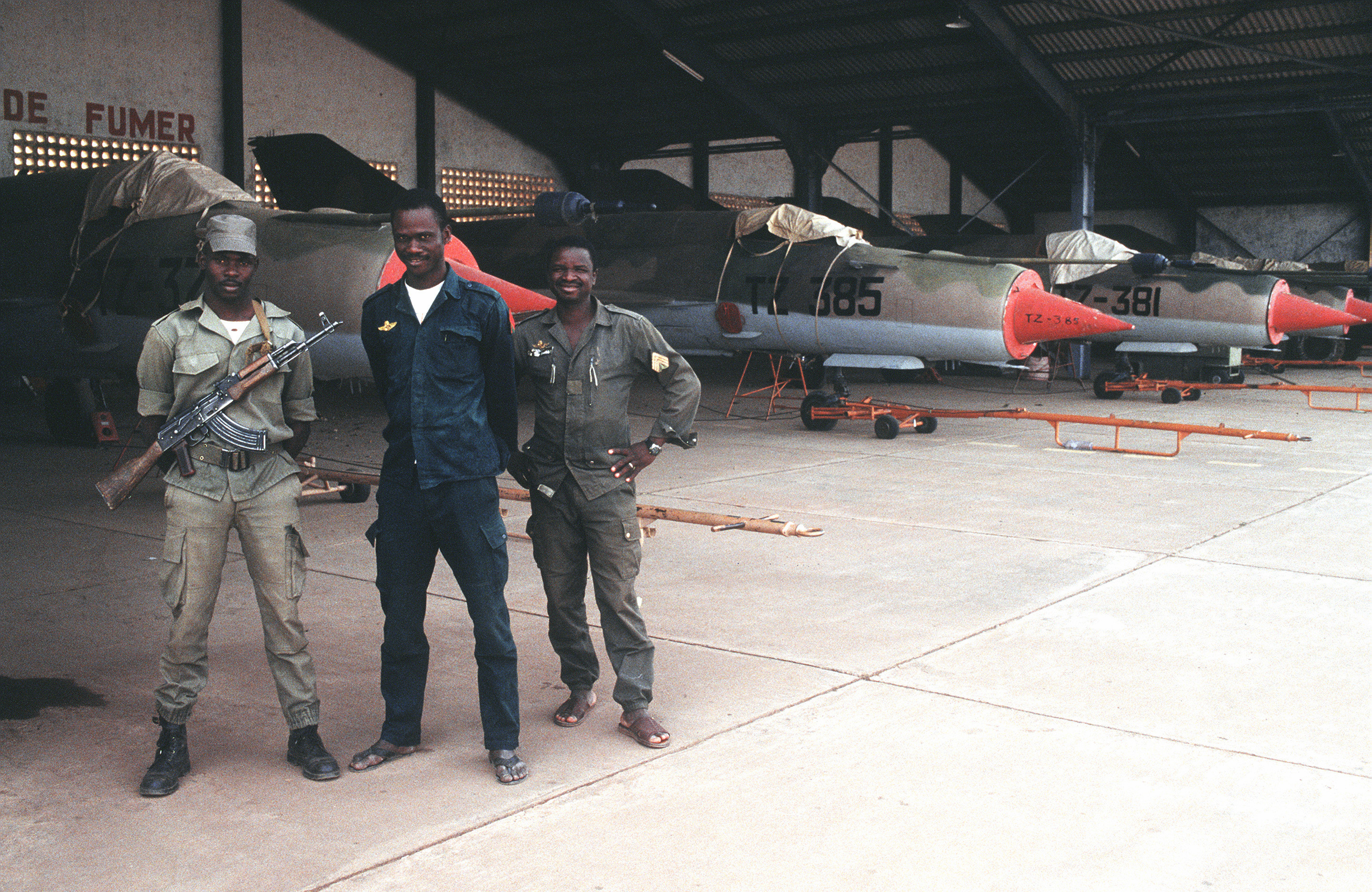
Soldati maliani di guardia a dei caccia MiG-21 della Force aérienne de la République du Mali

La situazione tornò a peggiorare nel corso del 1985. I gravissimi danni causati dalla siccità del Sahel crearono un clima insurrezionale in Mali, e come elemento di distrazione il presidente Traoré decise di riacutizzare le vecchie dispute con il Burkina Faso, governato ora, dopo il quinto colpo di Stato dall'indipendenza, da una giunta militare rivoluzionaria capitanata da Thomas Sankara. Nell'agosto del 1985 l'espulsione del diplomatico maliano Drissa Keita dal quartier generale della Comunità economica degli Stati dell'Africa occidentale nella capitale burkinabé Ouagadougou, a causa dei suoi sprezzanti commenti su Sankara e sul Burkina Faso, portarono a uno scambio di accuse tra i due governi e una feroce campagna stampa che acutizzò ulteriormente le tensioni.
La situazione peggiorò in dicembre, quando il governo burkinabé avviò un progettato censimento nazionale generale; incaricati governativi accompagnati da personale militare entrarono nella striscia di Agacher per censire alcuni accampamenti di nomadi Fulani, generando incidenti con alcuni cittadini maliani: il governo di Bamako protestò duramente per questa violazione della propria sovranità e iniziò ad ammassare forze militari ai confini. Il 20 dicembre il governo di Ouagadougou annunciò di aver ritirato il proprio personale dalla striscia di Agacher, ma per tutta risposta il 25 dicembre seguente l'esercito maliano lanciò una serie di attacchi contro posti di frontiera e stazioni di polizia burkinabé lungo la striscia contesa, appoggiato dall'aria da uno squadrone di una decina di caccia Mikoyan-Gurevich MiG-21 a cui la piccola Force Aérienne de Burkina Faso poteva opporre un unico caccia MiG-17 e una flottiglia di elicotteri.
Libia e Nigeria si fecero subito promotrici di un negoziato per giungere a un cessate il fuoco, ma gli scontri continuarono. Il 26 dicembre l'esercito burkinabé lanciò un contrattacco per riprendere le postazioni di frontiera perdute, e per tutta risposta i caccia MiG-21 della Force aérienne de la République du Mali bombardarono la cittadina di Ouahigouya, 80 chilometri a sud del confine, colpendo la piazza del mercato e uccidendo diversi civili. Gli scontri proseguirono anche il 27 e il 28 dicembre, con attacchi maliani contro le cittadine di Nassoumbou e Djibo e un bombardamento di artiglieria di rappresaglia dei burkinabé contro la città di Sikasso nel sud-est del Mali; solo il 30 dicembre i negoziatori riuscirono infine a spingere i due governi a siglare un cessate il fuoco provvisorio. Benché durato appena cinque giorni, il conflitto causò complessivamente un numero di morti stimato tra i 59 e i 300 (nessuno dei due governi rilasciò cifre ufficiali) e un numero più o meno pari di feriti.

## Conseguenze
Una prima riconciliazione tra Mali e Burkina Faso si ebbe a metà gennaio del 1986, durante un vertice internazionale tenutosi a Yamoussoukro in Costa d'Avorio: Sankara e Traoré raggiunsero un accordo per il ritiro congiunto dei propri reparti militari sulle posizioni precedenti allo scoppio del conflitto, accordo seguito in febbraio da uno scambio di prigionieri di guerra e dal ristabilirsi di normali relazioni diplomatiche tra Bamako e Ouagadougou.
La tensione tra le due nazioni rimase però latente fino alla decisione finale della Corte di giustizia internazionale sul destino della striscia di Agacher, presa infine il 22 dicembre 1986: la Corte stessa ridisegnò il confine tra le due nazioni e l'area di circa 2 000 chilometri quadrati fu divisa sostanzialmente in due metà di uguale dimensione, con una porzione assegnata al Mali e l'altra al Burkina Faso. Tale decisione fu bene accolta da entrambi i governi, ponendo così fine alla contesa.